# Pontamafrey-Montpascal
Pontamafrea-Montpascal ist eine Commune déléguée in der französischen Gemeinde La Tour-en-Maurienne in Savoyen in Frankreich mit 273 Einwohnern (Stand 1. Januar 2022).
Die Gemeinde Pontamafrea-Montpascal wurde am 1. Januar 2019 mit Le Châtel und Hermillon zur Commune nouvelle La Tour-en-Maurienne zusammengeschlossen, sie hat seither den Status einer Commune déléguée. Die Gemeinde Pontamafrea-Montpascal gehörte zur Region Auvergne-Rhône-Alpes, zum Département Savoie, zum Arrondissement Saint-Jean-de-Maurienne und zum Kanton Saint-Jean-de-Maurienne.

## Geografie, Infrastruktur
Das Gebiet der Commune déléguée besteht aus zwei voneinander getrennten Teilen. Im Tal des Arc, umgeben von den Nachbargemeinden Montvernier im Norden, Le Châtel im Nordosten und im Osten, Hermillon im Südosten, Saint-Jean-de-Maurienne im Süden, Jarrier im Südwesten und Sainte-Marie-de-Cuines im Westen und im Nordwesten, befindet sich das Dorf Pontamafrey. Das nordöstlich gelegene Montpascal grenzt im Norden an Saint François Longchamp mit Montaimont, im Nordosten an Saint-Jean-de-Belleville, im Osten und im Südosten an Le Châtel und im Südwesten und im Westen an Montvernier.
Pontamafrey wird von der Bahnstrecke Culoz–Modane passiert. Diese enthält dort „nur“ noch einen Geisterbahnhof. Der Bahnverkehr wird durch die SNCF infolge mehrfachem Hochwasser über eine Neubaustrecke  geleitet. Die nächsten Bahnhöfe heißen Saint-Avre–La Chambre und Épierre–Saint-Léger.

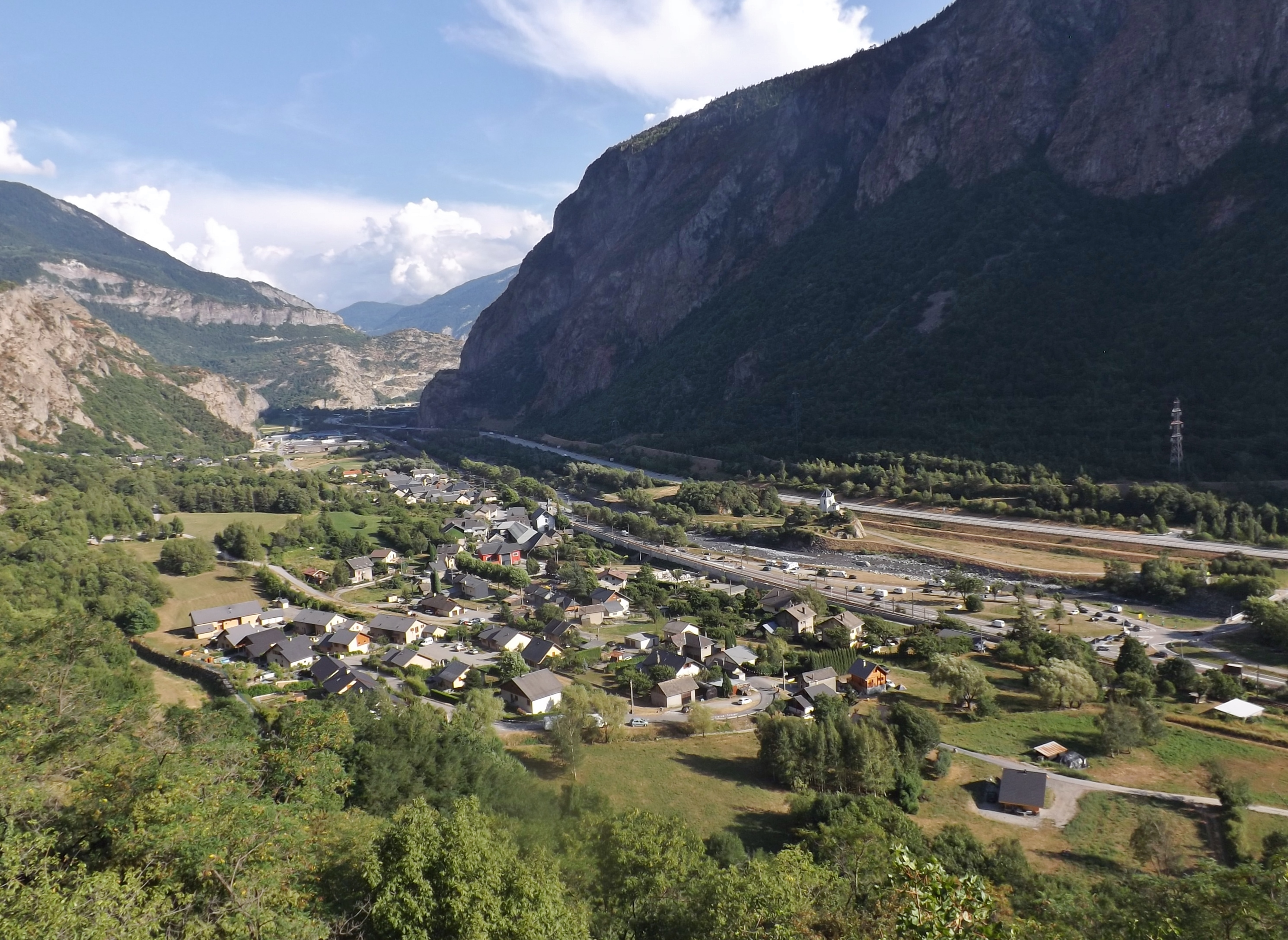
Pontamafrey; im Hintergrund die Lacets de Montvernier
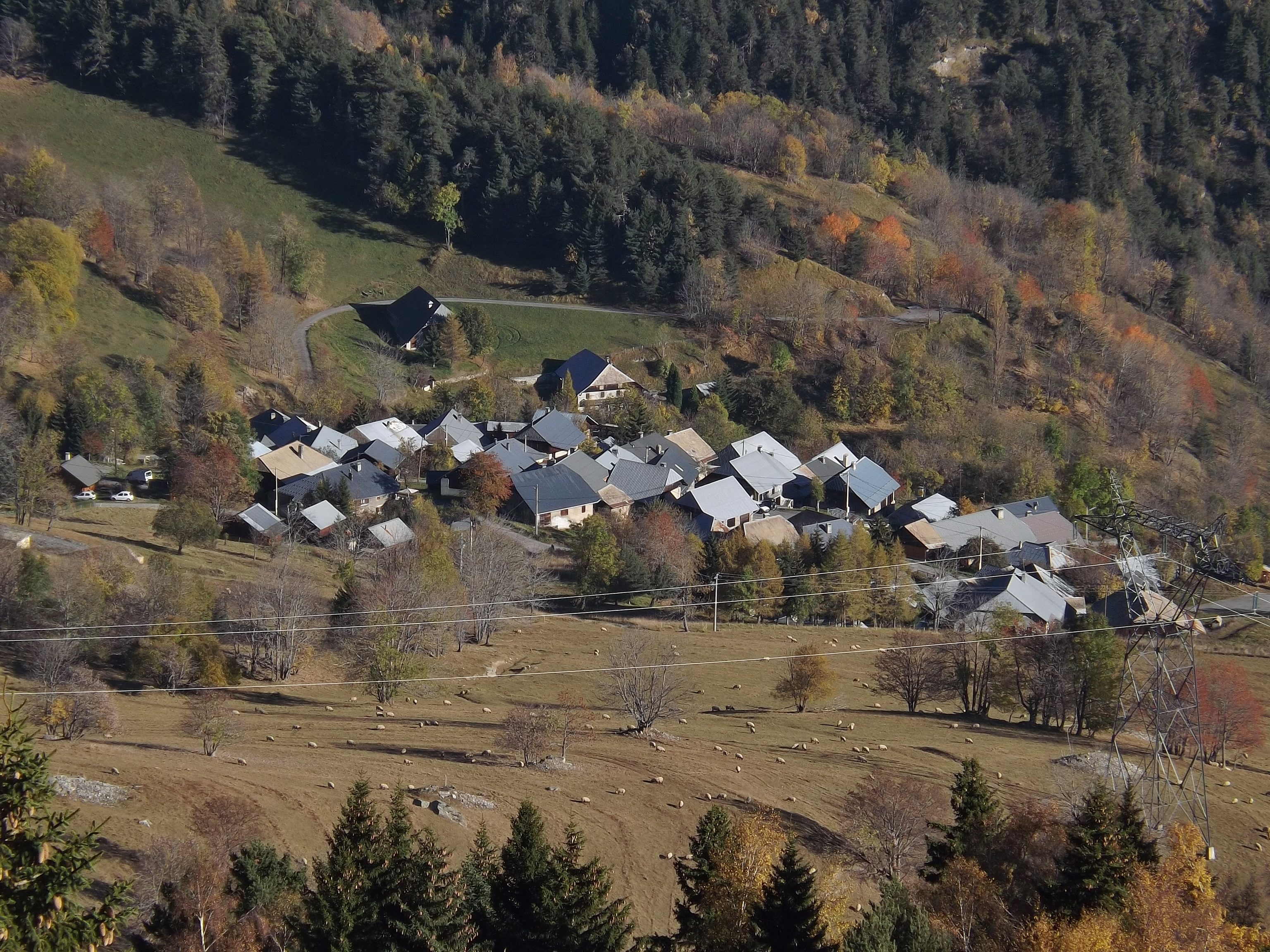
Montpascal
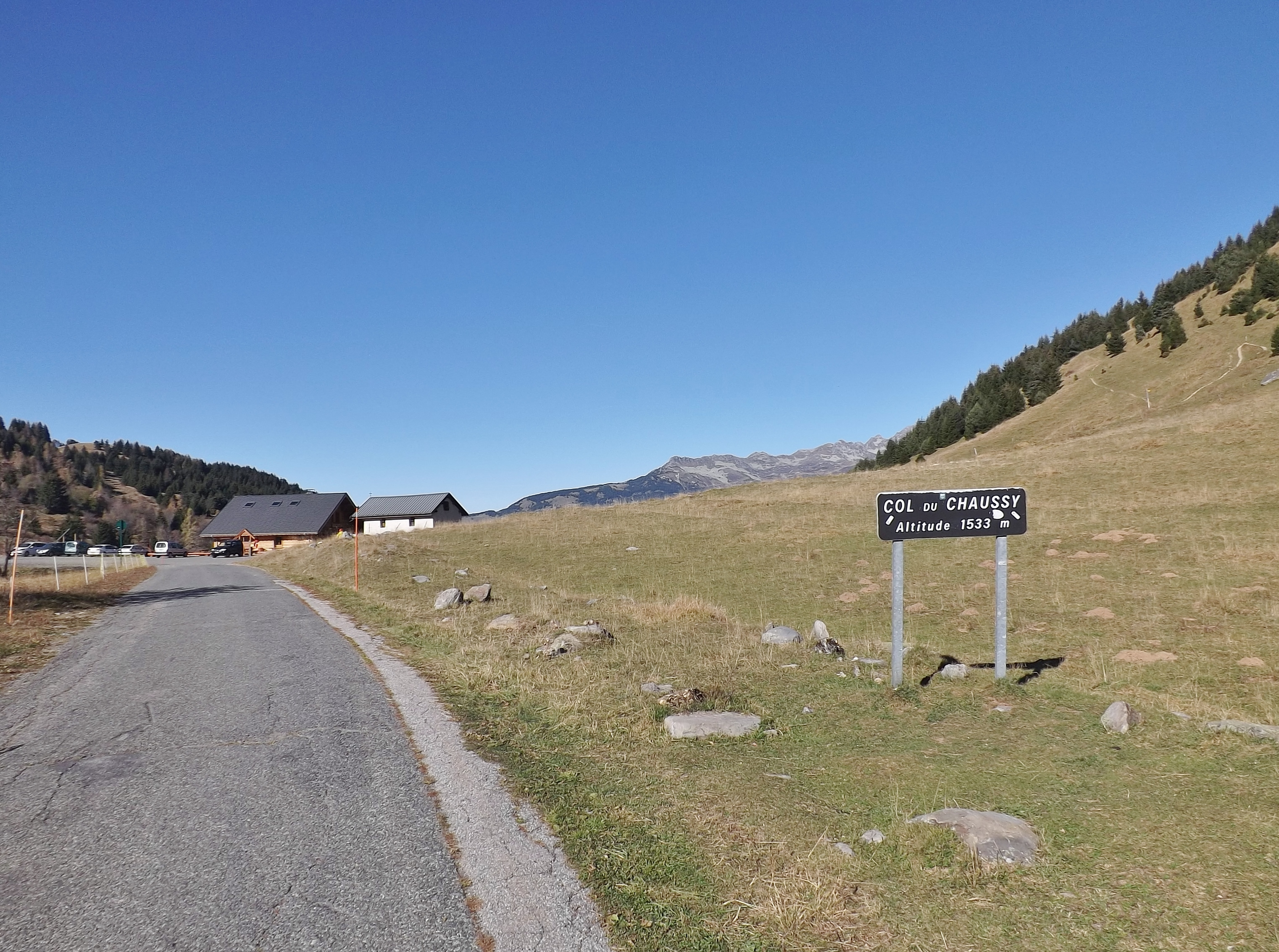
Der auf 1533 m. ü. M. gelegene Col du Chaussy
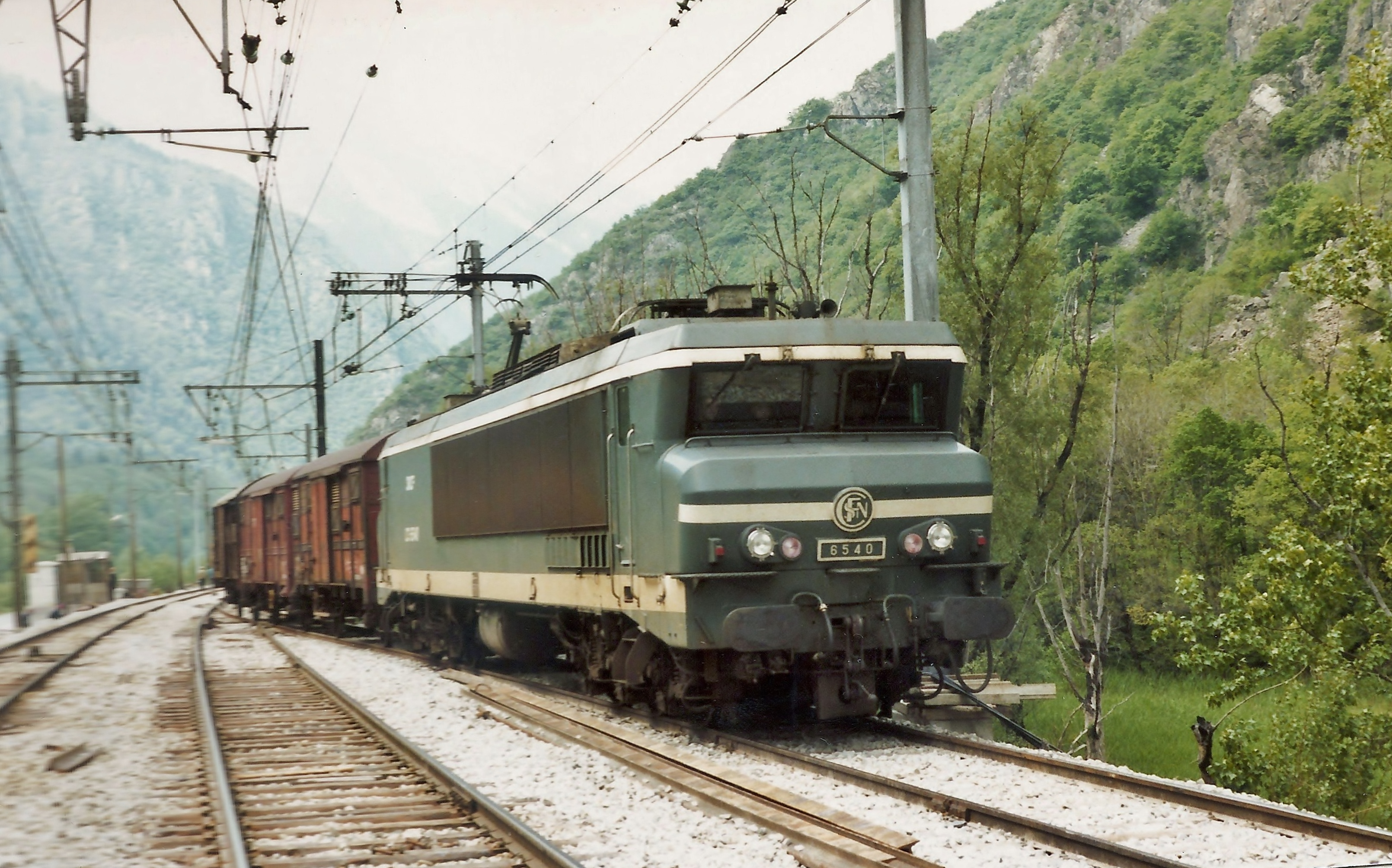
Ein Güterzug der SNCF bei Pontamafrey
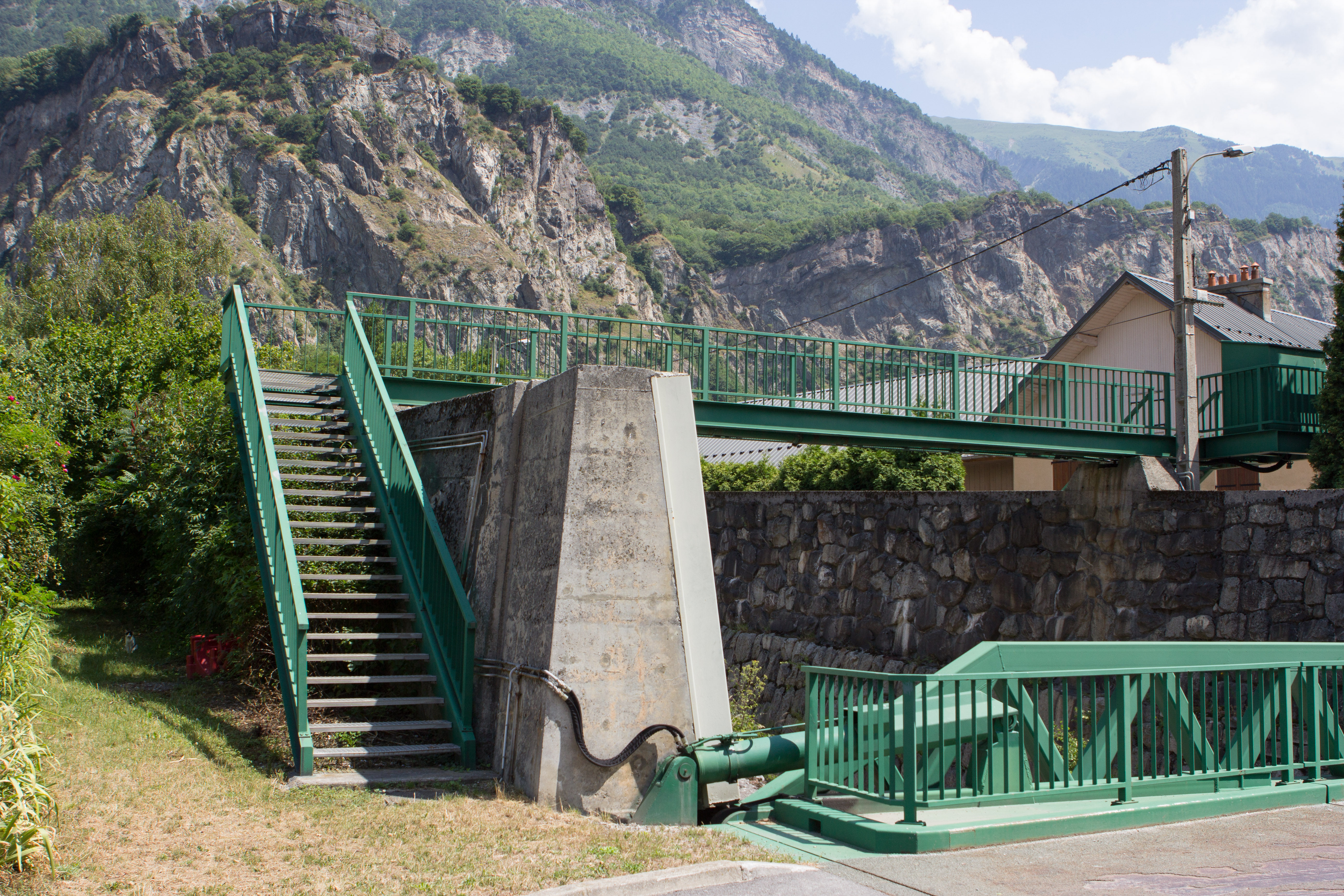
Hochwasserbrücke in Pontamafrey

## Bevölkerungsentwicklung
| Jahr      | 1962 | 1968 | 1975 | 1982 | 1990 | 1999 | 2007 | 2014 |
| --------- | ---- | ---- | ---- | ---- | ---- | ---- | ---- | ---- |
| Einwohner | 178  | 182  | 189  | 197  | 301  | 350  | 344  | 318  |

## Geologie

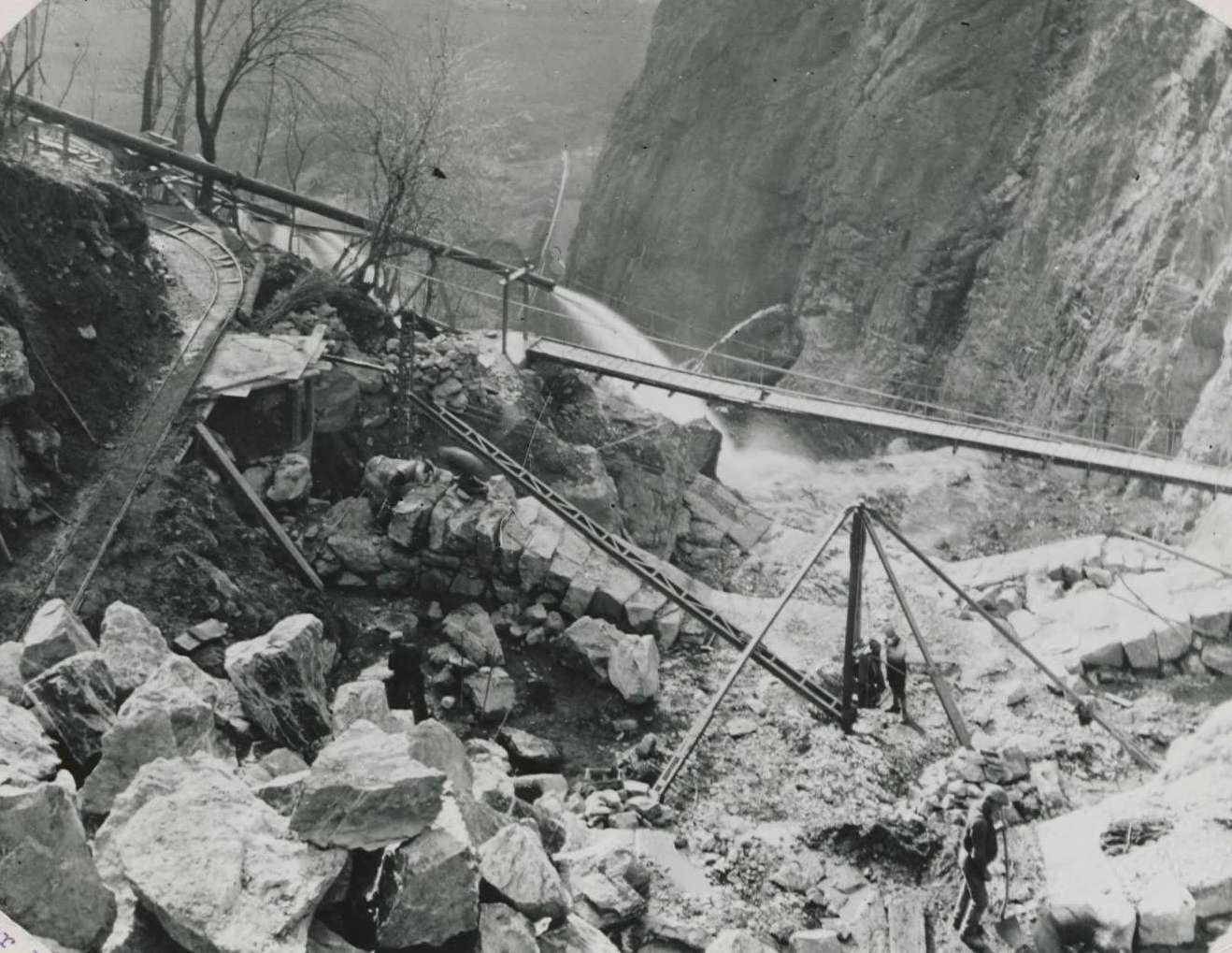
Decauvillebahn beim Bau des Murenschutzkanals bei Pontamafrey, 1936–1938

Oberhalb von Pontamafrey wurde von 1936 bis 1938 eine über Drahtseilwinden bewegte Decauvillebahn beim Bau des Murenschutzkanals Torrent de Pontamafrey eingesetzt. Dort kam es insbesondere am 2. Juli 1924 und im Frühsommer 1965 zu schweren Murgängen, nachdem wasserübersättigtes Gesteinsmaterial ins Rutschen geraten war.

## Sehenswürdigkeiten

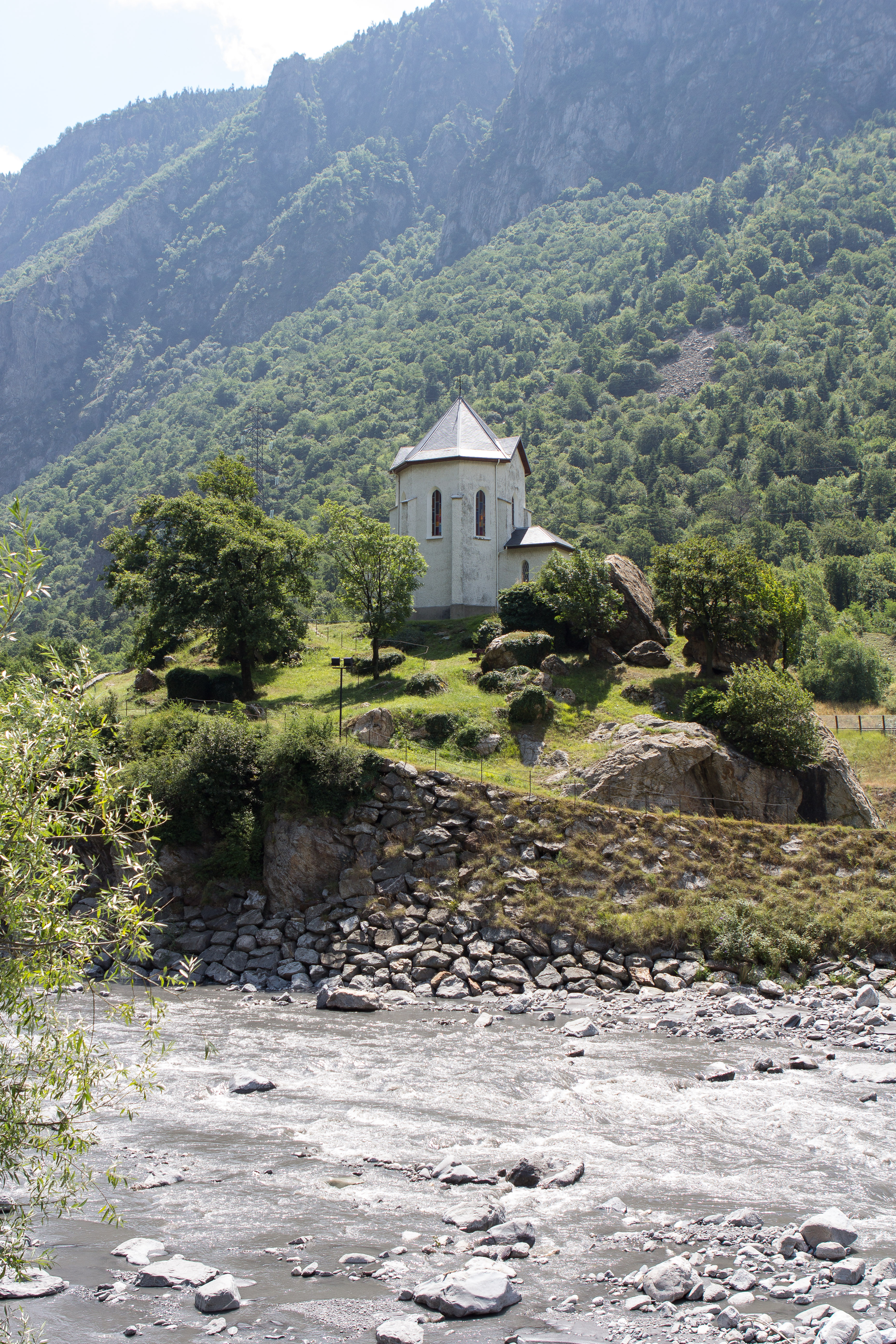
Kapelle Immaculée Conception de Pontamafrey
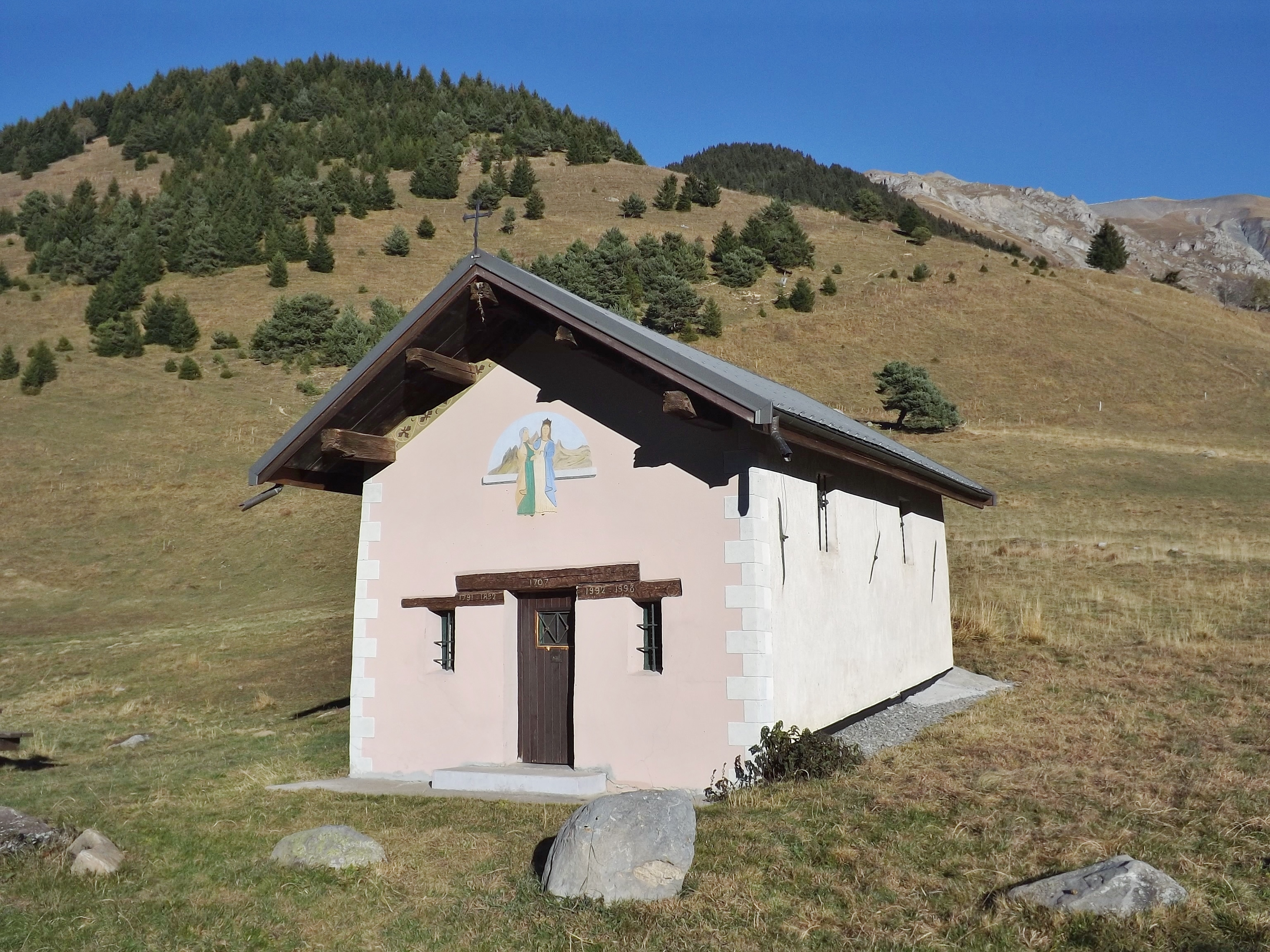
Kapelle auf dem Col du Chaussy
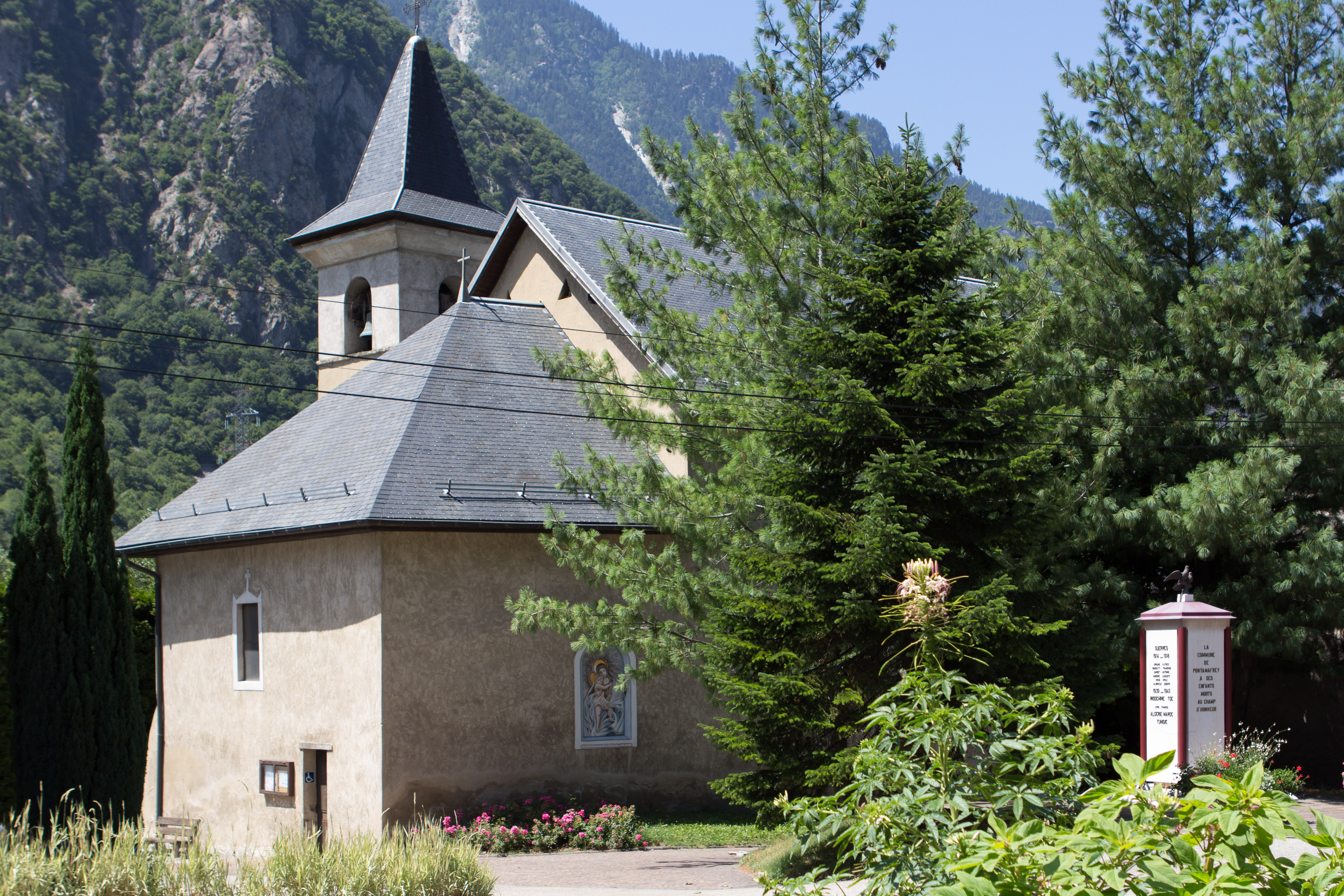
Kirche Saint-Michel

- Kapelle Immaculée Conception de Pontamafrey
- Kapelle auf dem Col du Chaussy
- Kirche Saint-Michel